# Gravitační lití
Gravitační lití je jednou z technologií odlévání litiny (slitiny železa a uhlíku), hliníku i dalších kovů a slitin, která spočívá v plnění formy vlivem tíhy roztaveného kovu. Odlitky však lze vyrábět i z nekovových materiálů.

## Druhy gravitačního lití
- Gravitační lití do pískové formy
- Gravitační lití do kovové formy
- Gravitační lití do keramické formy

## Volba technologie
Konkrétní technologie gravitačního lití se volí dle charakteristiky slitiny, přesnosti rozměrů a jakosti povrchu požadovaného odlitku, dle konstrukce odlitku, jeho tvaru, rozměru a hmotnosti, dále dle požadavků na užitné vlastnosti odlitku.

## Gravitační lití do pískové formy
Taktéž nazýváno jako gravitační lití do netrvalých forem. Lze vyrobit jakýkoliv odlitek bez ohledu na složitost, tvar, rozměry, nebo hmotnost či materiál. Nevýhodou jsou problémy s přesností, jakostí povrchu, nízkým využitím tekutého kovu a relativně vysokými náklady na obrábění (hotový odlitek je třeba ještě očistit obráběním). Samotné pískové formy jsou netrvalé povahy, protože po odlití se forma musí rozbít. Forma je tvořena z formovací směsi (ostřivo, pojivo, přísady a voda). Ostřivem je nejčastěji SiO2, protože má granulometrickou skladbu povrchu odlitku d50 = 0,1 až 0,2 mm. Ke gravitačnímu lití pomocí pískové formy se děje za relativně nízké teploty lití 720 °C a nejsou vysoké požadavky na žáruvzdornost formovací směsi.

## Gravitační lití do kovových forem
Výhodou je vyšší ochlazovací účinek formy, což vede k jemnější struktuře odlitku a vyšším mechanickým vlastnostem. Gravitační lití do kovových forem má proto vysokou kvalitu povrchu a vyšší přesnost odlitků, z čehož vyplývá i vyšší produktivita práce. Nevýhodou jsou zvýšené náklady na výrobu formy a větší odpor při smršťování odlitku v době jeho tuhnutí a chladnutí. Forma není prodyšná, proto je kladen důraz na odvzdušnění. Nejvýhodnější pro tento druh gravitačního lití jsou eutektické slitiny. Formy se vyrábí odléváním z litiny s kuličkovým grafitem. Jádro formy může být kovové nebo pískové. Písková jádra u kovových forem se používají zejména tam, kde by kovová jádra nešla z dutiny odlitku vytáhnout. Kovové formy musí být před odléváním předehřáty.